# Talmeca
Talmeca is een geslacht van vlinders van de familie tandvlinders (Notodontidae).

## Soorten
- T. agathosa Schaus, 1928
- T. aluva Schaus, 1939
- T. biplaga Schaus, 1906
- T. cleontis Schaus, 1939
- T. consociata Schaus, 1906
- T. curtoides Dognin, 1910
- T. dabuisa Schaus, 1928
- T. dubiosa Dognin, 1923
- T. gnoma Schaus, 1912
- T. invisa Schaus, 1906
- T. lunulata Dognin, 1911
- T. offa Schaus, 1923
- T. perplexa Schaus, 1906
- T. pulchra Schaus, 1906
- T. remota Dognin, 1911
- T. scirpea Schaus, 1906
- T. suffusa Dognin, 1916